# Lina Abarbanell

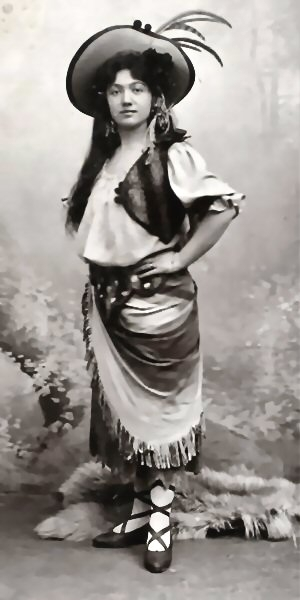
Lina Abarbanell

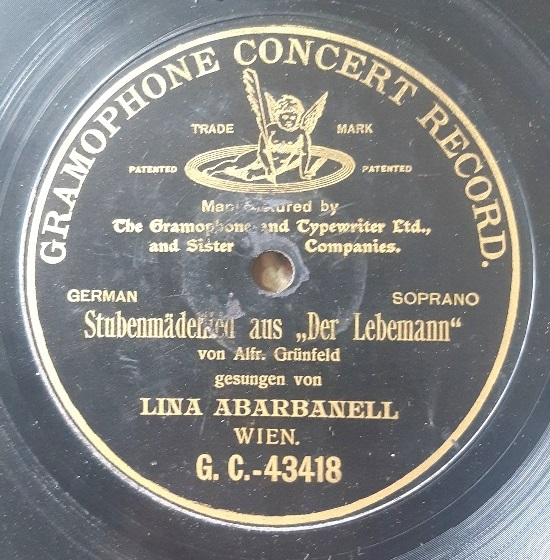
Schallplatte von Lina Abarbanell (Wien 1903)

Lina Abarbanell (vollständiger Name: Caroline Lina Abarbanell, nach Heirat Caroline Lina Goldbeck; * 3. Januar 1879 in Berlin; † 6. Januar 1963 in New York) war eine deutsche Opernsängerin (Sopran) und Theaterschauspielerin.

## Leben

### 1879 bis 1897 Kindheit und Ausbildung in Berlin
Abarbanell wurde als Tochter des Kapellmeisters Paul Abarbanell (1851–1919) und seiner Frau Marie Abarbanell (geb. Abrahamsohn; * 1853) in deren Wohnung in Berlin am Grünen Weg 87 geboren. Abarbanell stammte aus einer bedeutenden sephardischen Familie. Das erste Mal sang sie im Alter von sieben Jahren vor Publikum. Am Berliner Residenztheater ließ sie sich zur Schauspielerin ausbilden und nahm bei den Lehrern Plohn und Steinmann in Berlin Gesangsunterricht. Mit fünfzehn Jahren sang sie an der Berliner Hofoper die Adele in Die Fledermaus. 1896 spielte sie im Neuen Theater und im Mai am Deutschen Theater in Der böse Geist Lumpacivagabundus.

### 1897 bis 1905 Engagements in Europa
Von 1897 an war Abarbanell am Stadttheater in Posen als Schauspielerin und Sängerin engagiert. So sang sie unter anderem Zerlina in Don Giovanni und spielte Hedwig in Die Wildente. Sie kehrte aber 1900 an die Hofoper nach Berlin zurück. Am 25. Oktober 1900 heiratete sie den politischen Journalisten und Schriftsteller Eduard Goldbeck (1866–1934) in Berlin. 1901 gebar sie eine Tochter, Eva Goldbeck (1901–1936). Sie gehörte darauf ein Jahr dem Ensemble des Überbrettls an. So spielte sie im April 1902 in der Posse Die kleine Kammer von Hans Hyan. In dieser Zeit erschienen im Verlag Harmonie in Berlin die beiden Lieder Der schöne Isidor von Oscar Strauss und Das barmherzige Mädel von Rideamus-Rothstein als Lina Abarbanell’s größte Schlager. Sie entwickelte sich hier zu einem Star und wurde für den Herbst 1902 am Theater an der Wien als Operettensängerin verpflichtet. Hier debütierte sie am 18. September 1902 als Saffi in Der Zigeunerbaron. Ihr schauspielerisches Können und ihre ausdrucksvolle Stimme machten sie zu einer beliebten Soubrette und Operettendiva. So schrieben Operettenkomponisten wie Oscar Straus, Franz Lehár und Edmund Eysler Rollen für sie. Sie wirkte am 11. Oktober 1902 bei der Uraufführung der Operette Der Fremdenführer von Carl Michael Ziehrer, am 21. November 1902 als Clara bei der Uraufführung von Wiener Frauen von Franz Lehár und am 20. Februar 1903 bei der von Edmund Eyslers Bruder Straubinger mit. In den Jahren 1902 bis 1904 machte sie ungefähr zwanzig Tonaufnahmen. Sie gastierte 1904 am Deutschen Theater Prag und in Amsterdam. Nach Auftritten in London ging Abarbanell in der Spielzeit 1904/05 an das Thalia Theater Berlin.

### 1905 bis 1934 Karriere als Sängerin in den Vereinigten Staaten
Danach ging Abarbanell mit ihrer Familie in die Vereinigten Staaten. Heinrich Conried engagierte sie zunächst am deutschsprachigen Irving Place Theatre und für Hänsel in Engelbert Humperdincks Märchenoper Hänsel und Gretel an der Metropolitan Opera in New York. Ihr Debüt gab sie in New York am 5. Oktober am Irving Place Theatre als Soubrette in der Rolle der Hanni in der Operette Frühlingsluft von Josef Strauss. Neben der US-amerikanischen Erstaufführung am 25. November 1905 sang sie den Hänsel bis zum 4. April 1906 fünfzehnmal. Darunter waren Gastspiele des Ensembles in Philadelphia, Pittsburgh, Washington, D.C. und Chicago. 1907 sang sie in Chicago und später in Boston die Hanna in Die lustige Witwe. Dies wurde auch ihre erfolgreichste Rolle. 1910 eroberte sie als Star des Musicals Madame Sherry den Broadway im Sturm. Sie überzeugte in dieser Rolle auch bei der Produktion in Chicago. Sie bereiste als Sängerin in den nächsten Jahren die Vereinigten Staaten und trat vor allem in Operetten und Musicals wie in The Geisha, The Red Canary, The Silver Swan, Flora Bella, The Grand Duke, Enter Madame und The Student Prince auf. 1913 trat sie als Die lustige Witwe in der 47. Ausgabe der Wochenschau Animated Weekly auf. 1933 heiratete ihre Tochter Eva, jetzt Schriftstellerin, den Komponisten Marc Blitzstein. Nach dem Tod ihres Mannes Eduard Goldbeck 1934 beendete Abarbanell 1934 ihre Sängerkarriere.

### 1934 bis 1963 Zeit nach ihrer Bühnenkarriere
Nach ihrem Bühnenabschied blieb sie in den USA. Sie war als Casting Director und als Produktionsassistentin des Musicalproduzenten Dwight Deere Wiman (1895–1951) am Broadway aktiv. Gemeinsame Produktionen waren I Married an Angel, Stars in your eyes, The Big Knife, Dance me a song und The Country Girl. Sie ebnete unter anderem den Schauspielerinnen Vera Ellen und June Allyson den Weg zum Durchbruch. Leonard Bernstein, der mit Blitzstein befreundet war und mit ihm zusammenarbeitete, setzte ihr 1952 mit der Verwendung des Namens Abarbanell in einem Scatchorus in seiner Oper Trouble in Tahiti ein Denkmal. Bei der Produktion des Films Carmen Jones war sie Beraterin beim Casting. Nach Evas Tod 1936 verband sie mit Marc Blitzstein eine lebenslange Freundschaft. Bei seiner Oper Regina 1949 und seinem Musical Juno 1959 betreute sie auch im hohen Alter noch das Casting.
Die Stimme von Lina Abarbanell ist auf sehr seltenen Schallplatten der Marke G&T erhalten geblieben (Wien 1903).